# Preußische Allgemeine Zeitung
Die Preußische Allgemeine Zeitung (PAZ) ist eine überregionale deutsche Wochenzeitung und das Presseorgan der Landsmannschaft Ostpreußen. 
Von 1950 bis 2003 trug die Zeitung den Titel Das Ostpreußenblatt (OPB), ein Vorläufer wurde 1949 unter dem Titel Wir Ostpreußen gegründet. In den 1950er und 1960er Jahren war sie die auflagenstärkste unter allen Publikationen, die sich vorrangig an die deutschen Vertriebenen und ihre Angehörigen wandten. Bereits ab 1960 litt sie aber wie alle anderen Vertriebenenzeitungen unter einem Schwund der Leserschaft. Ab den späten 1990er Jahren kam es zu einer Neuausrichtung, in deren Folge sich das Ostpreußenblatt an neue Zielgruppen zu wenden versuchte und sich in Preußische Allgemeine Zeitung umbenannte. 
Politikwissenschaftliche Werke über die Zeitung beurteilen ihre Ausrichtung mehrheitlich als neurechts.

## Geschichte

### 1949Wir Ostpreußen

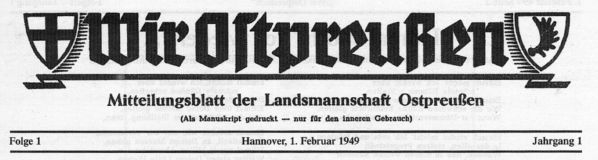
Titelzeile von Wir Ostpreußen, Vorläufer des Ostpreußenblatts

Das Ostpreußenblatt entstand aus dem Mitteilungsblatt der Landsmannschaft Ostpreußen Wir Ostpreußen – Mitteilungsblatt der Landsmannschaft Ostpreußen. Die erste Ausgabe von Wir Ostpreußen erschien am 1. Februar 1949 in Hannover. Als Herausgeber fungierte der ehemalige Major der Wehrmacht Horst Frischmuth, als Druckerei wurde die Firma Carl Ermacora beauftragt. Da die Landsmannschaft die von den Alliierten verhängte Lizenzpflicht für Presseerzeugnisse umgehen wollte, wurde die erste Ausgabe mit dem Vermerk „Als Manuskript gedruckt – nur für den inneren Gebrauch“ versehen. Bald kam es aber zu Differenzen zwischen der Landsmannschaft und Frischmuth, der seine Herausgeberfunktion als Privatperson und ohne Vertrag ausübte. Der Versuch, das Geschäftsverhältnis vertraglich zu regeln, scheiterte nach Angaben der Landsmannschaft Ostpreußen an überzogenen finanziellen Forderungen Frischmuths. Sie warf ihm überdies vor, seine geschäftlichen Interessen über die Anliegen der Landsmannschaft gestellt und ihr „den ihr zustehenden Einfluss auf das Blatt“ verwehrt zu haben.
Im Mai 1949 vergab die Landsmannschaft Ostpreußen den Druckauftrag für Wir Ostpreußen an die Druckerei Rautenberg & Möckel in Leer. Ende Juni des gleichen Jahres gelang es der Landsmannschaft, Frischmuth mit einer gerichtlichen Verfügung seine Herausgebertätigkeit vorerst zu untersagen. Die Ausgabe vom darauffolgenden 1. Juli erschien schließlich in Hamburg unter einem neuen Herausgeber und mit einer neuen Redaktion. Im weiteren Verlauf des Rechtsstreits wurde der Landsmannschaft Ostpreußen der Zugriff auf Wir Ostpreußen jedoch teilweise wieder entzogen, der Druckauftrag ging zurück an Carl Ermacora. Die Landsmannschaft legte dagegen zwar Beschwerde ein, entschloss sich aber gleichzeitig, den Kampf um die Publikation nicht weiter zu verfolgen. Stattdessen gab sie ab März 1950 Das Ostpreußenblatt (OB) heraus, zuerst als Probenummern, ab April in zwei Ausgaben pro Monat. Dieser Schritt war möglich geworden, weil sich die Landsmannschaft mittlerweile rechtskräftig gegründet hatte. Wir Ostpreußen bestand zwar weiter fort, die Landsmannschaft, der die redaktionelle Hoheit oblag, versorgte das Blatt aber nur noch äußerst spärlich mit Beiträgen und trieb gleichzeitig den Aufbau des Ostpreußenblatts voran. Wir Ostpreußen erfuhr als Folge einen raschen Niedergang und wurde im August 1950 eingestellt.

### 1950 bis 1968 Gründungsphase und Etablierung

Titelzeile des Ostpreußenblatts (2000)

Hinter der Gründung des Ostpreußenblatts standen 1950 nicht nur verbandspolitische, sondern vor allem ebenso finanzielle Interessen. Der Verkauf der Verbandspublikation war die Haupteinnahmequelle der Organisation. Der Umfang betrug zunächst durchschnittlich 16 Seiten, die Nullnummer erschien mit einer Auflage von 60.000 Stück. Spätere Ausgaben hatten eine ähnliche Auflage. Zwischen April und August 1950 stieg die Zahl der Abonnenten von 17.000 auf 49.000, womit das Höchstniveau von Wir Ostpreußen erreicht und der Übergang vom alten zum neuen Verbandsorgan abgeschlossen war. In der Folge stieg die Auflage stark an. Im Juli 1953 belief sie sich bereits auf 100.000 Exemplare. Im Oktober des gleichen Jahres wechselte die Erscheinungsweise von zweiwöchentlich auf wöchentlich. Im Dezember 1954 erreichte die Abonnentenzahl die 100.000-Marke. Dieser Trend setzte sich bis 1959 fort, als Das Ostpreußenblatt im ersten und zweiten Quartal mit 127.900 Stück die bis heute höchste verkaufte Auflage in der Geschichte der Zeitung vorweisen konnte.
Das Ostpreußenblatt konnte vor allem aufgrund der großen Zahl aus Ostpreußen vertriebener Bundesbürger eine vergleichsweise hohe Auflage aufweisen: Zwischen 1952 und 1968 war die Zeitung stets die auflagenstärkste unter den Vertriebenenzeitungen, litt jedoch nach 1960 wie die meisten dieser Publikationen unter schwindenden Leserzahlen. Zwar konnte das Ostpreußenblatt zeitweilig über 88 % der rund 130.000 Mitglieder der Landsmannschaft Ostpreußen  erreichen; die zunehmende Integration der Vertriebenen in die Gesellschaft ließ jedoch das Interesse an entsprechenden Zeitungen sinken. Nach 1959 sank die Auflage wieder kontinuierlich und lag 1968 bei nur noch 92.798 Stück (verbreitete Auflage). Gleichzeitig stieg die durchschnittliche Seitenzahl in diesem Zeitraum auf 20.
Chefredakteur war seit 1950 Martin Kakies, der bereits vor dem Zweiten Weltkrieg die gleiche Funktion beim Memeler Dampfboot innegehabt hatte. 1959 schied Kakies aus der Redaktion aus, ihm folgte der Chef des Politressorts, Eitel Kaper. Kaper führte das Politressort und die Redaktion bis zu seinem Tod im Oktober 1967 weiter. Die Landsmannschaft Ostpreußen engagierte in der Folge Hugo Wellems als Nachfolger.

### 1968 bis 1995 Ära Wellems
Hugo Wellems hatte während der NS-Diktatur publizistische Erfahrungen im Propagandaministerium und als Buchautor gesammelt. Später war er Chefredakteur für die DP-Parteizeitschrift Deutsches Wort und den OstWestKurier. 1962 hatte er die Staats- und Wirtschaftspolitische Gesellschaft gegründet und blieb später dem rechten Spektrum verbunden. Unter seiner Führung verfolgte die Zeitung inhaltlich eine stark revanchistische Linie. In der ersten Hälfte der 1990er Jahre dominierten die Themen „deutsche Ostgebiete“ und Zuwanderung. Ersteres wurde vor allem mit revisionistischen Überlegungen und unter dem Gesichtspunkt „Regermanisierung“ diskutiert. Ulla Jelpke und Helmut Schröder warfen dem Ostpreußenblatt deshalb 1996 im Handbuch deutscher Rechtsextremismus vor, es habe „seit Beginn seines Bestehens eine aggressive revanchistische Politik propagiert und die Verbrechen des Hitler-Faschismus beschönigt oder gänzlich geleugnet“. Zudem habe die Zeitung Stimmungsmache gegen Flüchtlinge und Asylanten in der Bundesrepublik betrieben.
Während Wellems’ Amtszeit sank die Auflage des Ostpreußenblatts weiter: In den 1980er Jahren unterschritt sie 50.000 verkaufte Exemplare, 1990 lag sie bei nur mehr 32.000 Stück. Ursache war neben mangelndem Interesse der Zielgruppe vor allem der altersbedingte Schwund langjähriger Abonnenten. Wilhelm von Gottberg, Herausgeber des Ostpreußenblatts seit 1992 und damals stellvertretender Sprecher der Landsmannschaft Ostpreußen, beschrieb das Blatt rückblickend als reformbedürftig und bezichtigte Wellems, nötige Innovationen verhindert zu haben. Die verkaufte Auflage der Zeitung stieg zu Beginn der 1990er Jahre wieder, weshalb die Landsmannschaft von einer Abberufung Wellems’ absah. Dennoch vereinbarte von Gottberg 1994 mit Wellems, dass dieser zum Jahresende aus dem aktiven Dienst ausscheiden und noch bis Ende März 1995 sein Gehalt weiterbeziehen sollte. Wellems starb noch vor seiner offiziellen Verabschiedung im März 1995.

### Ab 1995 Neuausrichtung und Modernisierung
Wellems’ Nachfolger als Chefredakteur wurde Horst Stein, der zuvor die Hamburger Redaktion der Welt geleitet hatte. Stein rückte sowohl von der revisionistischen Linie seines Vorgängers als auch vom Zeitungskonzept ab. Stattdessen stellte er Rezensionen zu Erlebnis- und Erinnerungsliteratur in den Fokus der redaktionellen Arbeit. Gleichzeitig holte Stein die von Wellems versäumte technische Aufrüstung der Redaktion nach. Der gewünschte Erfolg blieb allerdings aus, 1996 sank die Auflage des Ostpreußenblatts wieder.
1997 wurde Elimar Schubbe als Chefredakteur des Ostpreußenblatts berufen. Er machte die inhaltlichen Richtungsentscheidungen Steins weitgehend rückgängig und versuchte vor dem Hintergrund des Leserschwundes neue Zielgruppen zu erschließen. Ein erster Schritt dazu war die Schaffung eines eigenen Internetauftritts 1997, um Leser außerhalb der Vertriebenenverbände zu werben. Gleichzeitig initiierten die Landsmannschaft Ostpreußen und das Ostpreußenblatt einen Preußischen Mediendienst zum Vertrieb von Büchern und Videos zu geschichtlichen, kulturellen und politischen Themen, die über reine Vertriebenenthemen hinausgehen. Die Betreuung dieses Dienstes wurde vom als rechtsextremistisch eingestuften Verlag Siegfrid Bublies in Koblenz übernommen. Zudem verlegte sich das Ostpreußenblatt stärker auf Inhalte abseits der Vertriebenenthematik und nahm etwa ein Feuilleton mit überregionalem Anspruch in das Blatt auf. Zwar blieb der Heimatteil der Zeitung weitgehend unverändert bestehen, darüber hinaus entwickelte sie sich jedoch zunehmend zu einem Medium für ultrakonservativ und neurechts geprägte Autoren und Leser. Mit der Beilage Preußische Zeitung wurde zudem der Grundstein für eine weitere, schrittweise Loslösung vom Vertriebenenblatt hin zu einer überregionalen Wochenzeitung gelegt.
Schubbes Nachfolger Hans Heckel und Peter Fischer setzten seinen Kurs fort, ebenso der von 2000 bis 2005 amtierende Chefredakteur Hans-Jürgen Mahlitz. Zu Ostern 2003 wurde das Blatt in Preußische Allgemeine Zeitung umbenannt, womit die ehemalige Beilage zur eigentlichen Zeitung aufgewertet wurde, während der vertriebenenspezifische Innenteil mehr und mehr selbst zur Beilage wurde. Dies geschah, wie der Vorsitzende der Landsmannschaft Ostpreußen Wilhelm von Gottberg betonte, um neue Leser für das Blatt zu gewinnen, dessen zahlende Leserschaft „in den letzten drei Jahren dramatisch zurückgegangen“ sei. Demnach hätten 90 % der Leser das 65. Lebensjahr überschritten und 30 % der Leser seien älter als 80 Jahre.
Auf Mahlitz folgte im August 2005 Clemens Range, dessen Nachfolger am 1. Juni 2006 Klaus D. Voss wurde. Auf Voss folgte im September 2008 Konrad Badenheuer, der zuvor Redakteur beim Bayernkurier gewesen war, ihm folgte am 1. Juli 2011 Jan Heitmann. Seit 1. Dezember 2019 liegt die Redaktion in den Händen von René Nehring, der bis zu diesem Zeitpunkt für das Rotary Magazin verantwortlich zeichnete. Die Preußische Allgemeine Zeitung erfuhr seit September 2008 eine Reihe von Veränderungen, die in der Summe auf einen Relaunch des Blattes hinauslaufen: Seither erscheint die Zeitung in den Innenseiten ebenfalls durchgehend farbig. Wenig später wurden eine Kommentar- und eine Wirtschaftsseite neu eingeführt, im November 2008 wurde der Internetauftritt des Blattes grundlegend erneuert. Seit Juli 2009 verwendet die Zeitung die neue Rechtschreibung. Wenig später wurde die Bindung des Abonnements an die Mitgliedschaft in der Landsmannschaft Ostpreußen aufgehoben. Laut Impressum der PAZ werden die Bezieher mit Beginn des Abonnements Mitglieder der Landsmannschaft, „wenn sie keinen anderen Willen äußern“. Gleichzeitig begann eine Werbekampagne der Zeitung im Internet, die auf mehreren, politisch verwandten Seiten geschaltet wurde.
Seit 2010 ist die Zeitung nahezu bundesweit an vielen Kiosken erhältlich, nachdem sie vorher nur im Abonnement zu beziehen war. Die im Zuge der Insolvenz ihres Herausgebers, des Pommerschen Zentralverbands e. V., eingestellte Pommersche Zeitung erscheint seit Juni 2018 als wöchentliche Beilage. Seit Dezember 2019 titelt die Zeitung nur noch mit Preußische Allgemeine. Zudem wurde das Layout überarbeitet und auch die Internetpräsenz neu gestaltet und in der Eigenkommunikation das Kürzel PAZ etabliert.

## Autoren
Neben Chefredakteur René Nehring und Innenressortchef Hans Heckel schreiben Redakteure sowie freie Autoren für die Zeitung. Zudem gibt es häufiger Gastautoren, einige der bekannteren sind beispielsweise die Publizisten Klaus Kelle, Birgit Kelle und Vera Lengsfeld, der frühere Spiegel-Redakteur Reinhard Mohr und der frühere FAZ-Korrespondent Reinhard Olt, der Chemiker und frühere Hamburger Umweltsenator Fritz Vahrenholt sowie die Politikwissenschaftler Werner Patzelt, Klaus Schroeder und Herfried Münkler. Auch der NATO-General a. D. Harald Kujat hat für die Zeitung geschrieben.

## Struktur, Erscheinen und Verbreitung
Die Zeitung umfasst in der Regel 24 oder 28 Seiten. Aus besonderen Anlässen, etwa zu Weihnachten, erscheint sie im Umfang von bis zu 36 Seiten. Ihrer Struktur nach entspricht die PAZ anderen Tages- oder Wochenzeitungen, wobei an die Stelle eines Lokalteils ein achtseitiger Innenteil mit Berichten über Ostpreußen in Geschichte und Gegenwart tritt. Die PAZ erscheint freitags und hat eine Auflage von mehr als 18.000 Exemplaren; nach eigenen Angaben erreicht sie etwa 50.000 Leser.

## Rezeption
Sowohl die Historiker Wolfram Wette und Peter Oliver Loew als auch die Politikwissenschaftler Alexander Geisler und Wolfgang Gessenharter sehen in der Preußischen Allgemeinen Zeitung und ihren Vorgängertiteln Publikationsorgane der Neuen Rechten. Der Politikwissenschaftler Fabian Virchow charakterisiert die Zeitung als „rechtskonservativ“, der Historiker Matthias Stickler als konservativ.
Laut Einschätzung des Journalisten Anton Maegerle von 2004 erfüllt das Blatt eine „Scharnierfunktion“ zwischen „Rechtskonservatismus“ und Rechtsextremismus. Davon zeugten unter anderem holocaustrelativierende Beiträge, die Forderung nach einem „Schlussstrich“ unter die deutsche Vergangenheitsbewältigung und die große personelle Überschneidung mit neurechten Publikationen und Organisationen. Haug von Kuenheim bescheinigte der Zeitung, einem „strammen Rechtskurs“ zu folgen. Der Historiker Volker Weiß wies darauf hin, dass in der Zeitschrift auch die geopolitischen Thesen und Konzeptionen des russischen ultranationalistischen Philosophen Alexander Dugin und des rechten Publizisten Dimitrios Kisoudis „wärmstens empfohlen“ worden seien.
Während der SPD-Politiker und Publizist Stephan Braun die Zeitung 2007 ebenfalls als Publikationsorgan der Neuen Rechten ansah, verfasste der bayerische Ministerpräsident und CSU-Vorsitzende Horst Seehofer 2010 anlässlich des 60-jährigen Jubiläums der Zeitung ein Grußwort, in dem er ihr attestierte, „klar und kantig, in gut preußisch-konservativer-aufklärerischer Tradition“ zu stehen.

### Verwendete Literatur
- Stephan Braun, Alexander Geisler, Martin Gerster: Die „Junge Freiheit“ der „Neuen Rechten“. Bundes- und landespolitische Perspektiven zur „Jungen Freiheit“ und den Medien der „Neuen Rechten“. In: Stephan Braun, Ute Vogt (Hrsg.): Die Wochenzeitung „Junge Freiheit“. Kritische Analysen zu Programmatik, Inhalten, Autoren und Kunden. VS Verlag für Sozialwissenschaften, Wiesbaden 2007, ISBN 978-3-531-15421-3, doi:10.1007/978-3-531-90559-4_1, S. 15–41 (einsehbar bei Google Books).
- Alice Brauner-Orthen: Die Neue Rechte in Deutschland. Antidemokratische und rassistische Tendenzen. Leske + Budrich, Opladen 2001, ISBN 3-8100-3078-3.
- Margret Chatwin: Griff nach der Meinungshoheit: Internetkampagnen der „Jungen Freiheit“ am Beispiel von Wikipedia. In: Stephan Braun, Ute Vogt (Hrsg.): Die Wochenzeitung „Junge Freiheit“. Kritische Analysen zu Programmatik, Inhalten, Autoren und Kunden. VS Verlag für Sozialwissenschaften, Wiesbaden 2007, ISBN 978-3-531-15421-3, S. 231–267.
- Hans-Jürgen Gaida: Die offiziellen Organe der ostdeutschen Landsmannschaften. Duncker & Humblot, Berlin 1973, ISBN 3-428-02848-1, S. 151–158.
- Wolfgang Gessenhartner: Die Neue intellektuelle Rechte und ihre Unterstützung durch Politik und Medien. In: Stephan Braun, Daniel Hörsch (Hrsg.): Rechte Netzwerke – eine Gefahr. VS Verlag, 2004, ISBN 3-8100-4153-X, S. 17–26.
- Wilhelm von Gottberg: 60 Jahre PAZ. In: Preußische Allgemeine Zeitung (Hrsg.): 60 Jahre Preußische Allgemeine Zeitung / Das Ostpreußenblatt. Redebeiträge auf der Festveranstaltung der Landsmannschaft Ostpreußen aus Anlass des Jubiläums. Landsmannschaft Ostpreußen, Hamburg 2010, S. 5–14.
- Alexander Häusler: „MultiKulti“ als Bedrohungsszenario der Neuen Rechten. In: Christoph Butterwegge, Gudrun Hentges: Massenmedien, Migration und Integration: Herausforderungen für Journalismus und politische Bildung. VS Verlag für Sozialwissenschaften, Wiesbaden 2006, ISBN 3-531-15047-2, S. 109–128.
- Ulla Jelpke, Helmut Schröder: Das Ostpreußenblatt. In: Jens Mecklenburg (Hrsg.): Handbuch Deutscher Rechtsextremismus. Elefanten Press, Berlin 1996, ISBN 3-88520-585-8, S. 422–424.
- Peter Oliver Loew: Ein Polenbild der deutschen Rechten? Inhalte – Funktionen – Gefahren. In: Dieter Bingen, Peter Oliver Loew, Kazimierz Wóycicki (Hrsg.): Die Destruktion des Dialogs: zur innenpolitischen Instrumentalisierung negativer Fremd- und Feindbilder; Polen, Tschechien, Deutschland und die Niederlande im Vergleich, 1900–2005. Otto Harrassowitz Verlag, 2007, ISBN 978-3-447-05488-1, S. 328–344.
- Anton Maegerle: Autorengeflecht in der Grauzone. Blätter zwischen Konservatismus und Rechtsextremismus. In: Stephan Braun, Daniel Hörsch (Hrsg.): Rechte Netzwerke – eine Gefahr. VS Verlag, 2004, ISBN 3-8100-4153-X, S. 35–43.
- Anton Maegerle, Daniel Hörsch: „Der Kampf um die Köpfe“ hat begonnen. Vordenker, Strategen und Wegbereiter rechter Netzwerke. In: Stephan Braun, Daniel Hörsch (Hrsg.): Rechte Netzwerke – eine Gefahr. VS Verlag für Sozialwissenschaften, Wiesbaden 2004, ISBN 3-8100-4153-X, S. 113–122.
- Samuel Salzborn: Grenzenlose Heimat. Geschichte, Gegenwart und Zukunft der Vertriebenenverbände. Elefanten Press, Berlin 2000, ISBN 3-88520-770-2.
- Horst Seehofer: Grußwort. In: Preußische Allgemeine Zeitung (Hrsg.): 60 Jahre Preußische Allgemeine Zeitung / Das Ostpreußenblatt. Redebeiträge auf der Festveranstaltung der Landsmannschaft Ostpreußen aus Anlass des Jubiläums. Landsmannschaft Ostpreußen, Hamburg 2010, S. 3–4.
- Matthias Stickler: Ostdeutsch heißt gesamtdeutsch. Organisation, Selbstverständnis und heimatpolitische Zielsetzungen der deutschen Vertriebenenverbände 1949–1972. Droste, Düsseldorf 2004, ISBN 3-7700-1896-6.
- Wolfram Wette (Hrsg.): Filbinger, eine deutsche Karriere. Zu Klampen, 2006, ISBN 3-934920-74-8.

### Weiterführende Literatur
- Hans-Jürgen Gaida: Wir Ostpreußen – Das Ostpreußenblatt. In: derselbe: Die offiziellen Organe der ostdeutschen Landsmannschaften. Duncker & Humblot, Berlin 1973, ISBN 3-428-02848-1, S. 151–158.
- Anton Maegerle: Autorengeflecht in der Grauzone. Blätter zwischen Konservatismus und Rechtsextremismus. In: Stephan Braun, Daniel Hörsch (Hrsg.): Rechte Netzwerke – eine Gefahr. VS Verlag, Wiesbaden 2004, ISBN 3-8100-4153-X, S. 35–43.
- Matthias Stickler: Ostdeutsch heißt gesamtdeutsch. Organisation, Selbstverständnis und heimatpolitische Zielsetzungen der deutschen Vertriebenenverbände 1949–1972. Droste, Düsseldorf 2004, ISBN 3-7700-1896-6.